# Електронволт
Електронволт, eV, је јединица енергије једнака кинетичкој енергији коју задобије слободни електрон у вакууму проласком кроз потенцијалну разлику од једног волта. Другим речима, то је један волт (1 волт = 1 џул по кулону) пута наелектрисање једног електрона (у кулонима). Један електронволт је врло мала јединица енергије: 1 eV = 1,602 176 53(14)×10−19 J.
У физици, електронволт (симбол eV; такође се пише електрон волт) јесте јединица енергије једнака приближно 160 зептоџула (симбол zJ) или 1,6×10−19 џула (симбол J). По дефиницији, то је количина енергије добијене (или изгубљене) набојем једног електрона који се помера кроз електричну потенцијалну разлику једног волта. Тако је 1 волт (1 џул по кулону или 1 ) помножен елементарним набојем (e, или 1,602176565(35)×10−19 ). Отуда је, један електронволт једнак 1,602176565(35)×10−19 . Историјски, електронволт је био стандардна јединица мере кроз своју користивост у електростатичком акцелератору честица због честица са набојем q који има енергију E = qV кроз пролазак кроз потенцијал V; ако се q узима у целобројним јединицама елементарног набоја и терминални преднапон у волтима, добија се енергија у eV.
Електронволт није СИ јединица, те је његова дефиниција емпиријска (за разлику од литра, светлосне године и осталих таквих не-СИ јединица), тако да његова вредност у СИ јединицама мора бити добијена експериментално. Као елементарни набој на којем је заснован, он није независног квантитета него је једнак 1 J/ √2α / μ00. То је општа јединица енергије у физици, шире кориштена у чврстом стању, атомској, нуклеарној и физици честица. Често се користи са метричким префиксима мили-, кило-, мега-, гига-, тера-, пета- или екса- (meV, keV, MeV, GeV, TeV, PeV и EeV респективно). Тако meV стоји за милиелектронволт.
У неким старијим документима, и у имену Беватрон, симбол BeV се користи, који стоји за милијарду eV; то је еквивалент за GeV.
| Мера        | Јединица | СИ вредност јединице  |
| ----------- | -------- | --------------------- |
| Енергија    |          | 1,602176565(35)×10−19 |
| Маса        |          | 1,782662×10−36        |
| Импулс      |          | 5,344286×10−28        |
| Температура |          | 11604.505(20) K       |
| Време       |          | 6,582119×10−16 s      |
| Удаљеност   |          | 1,97327×10−7          |

## Дефиниција
Електронволт је количина кинетичке енергије стечена или изгубљена једним електроном који убрзава из мировања кроз електричну разлику потенцијала од једног волта у вакууму. Отуда има вредност од једног волта, 1 J/C, помноженог са елементарним наелектрисањем електрона e, 1,602176634×10−19 C. Према томе, један електронволт је једнак 1,602176634×10−19 J.
Електронволт, за разлику од волта, није СИ јединица. Електронволт (eV) је јединица енергије док је волт (V) изведена СИ јединица електричног потенцијала. СИ јединица за енергију је џул (J).

## Однос према другим физичким својствима и јединицама

### Маса
Еквиваленцијом масе и енергије, електронволта је такође јединица масе. Уобичајено је у физици честица, где се јединице масе и енергије често замењују, да се маса изражава у јединицама , где је c брзина светлости у вакууму (од E = mc2). Уобичајено је да се маса једноставно изражава у виду „eV” као јединицом масе, ефикасно користећи систем природних јединица са c подешеним на 1. Еквивалент масе од 1 eV/c2 је
{\displaystyle 1\;{\text{eV}}/c^{2}={\frac {(1.602\ 176\ 634\times 10^{-19}\;{\text{C}})\cdot 1\;{\text{V}}}{(2.99\ 792\ 458\times 10^{8}\;{\text{m}}/{\text{s}})^{2}}}=1.782\ 661\ 92\times 10^{-36}\;{\text{kg}}.}
На пример, електрон и позитрон, сваки са масом од 0,511 MeV/c2, могу да се униште дајући 1,022 MeV енергије. Маса протона је 0,938 GeV/c2. Генерално, масе свих хадрона су реда 1 GeV/c2, што GeV (гигаелектронволт) чини погодном јединицом масе за физику честица:
1 GeV/c2 = 1,78266192×10−27 kg.
Обједињена атомска јединица масе (u), готово тачно 1 грам подељена Авогадровим бројем, готово је маса атома водоника, што је углавном маса протона. Да би се претворила у електронволте, користи се формула: 
1 u = 931,4941 MeV/c2 = 0,9314941 GeV/c2.

### Коришћење електронволта за изражавање масе
Према Ајнштајну енергија је еквивалентна маси, E=mc² (1 kg = 90 пета џула). Због тога је у физици елементарних честица, где се маса и енергија користе као синоними, уобичајена употреба јединице eV/c² или још једноставније само eV за изражавање масе. 
На пример, електрон и позитрон сваки са масом од 0,511 MeV/c², могу да се анихилирају ослобађајући енергију од 1,022 MeV. Протон има масу од 0,938 GeV, што чини GeV (гигаелектронволт)врло погодном јединицом за масу субатомских честица.
1 eV/c² = 1,783×10−36 kg
1 keV/c² = 1,783×10−33 kg
1 MeV/c² = 1,783×10−30 kg
1 GeV/c² = 1,783×10−27 kg
1 TeV/c² = 1,783×10−24 kg
1 PeV/c² = 1,783×10−21 kg
1 EeV/c² = 1,783×10−18 kg

### Електронволт и енергија
За поређење:
- 3,2×10−11 Ј или 200 MeV је тотална енергија ослобођена цепањем једног атома U-235 (ово је средња вредност; права вредност зависи од начина цепања)
- 3,5×10−11 Ј или 210 MeV је средња вредност енергије ослобођене при цепању једног атома Pu-239 atom (права вредност зависи од начина цепања)
- Енергије хемијских веза су реда електронволта по молекулу.
- Кинетичка енергија молекула у атмосфери на собној температури је око 1 ×10−21 J или 1/40 eV.
- Израз {\displaystyle 1eV=1V\times q_{e}} показује зашто је eV основна јединица за енергију пошто {\displaystyle V\ {\stackrel {\mathrm {def} }{=}}\ {W \over q_{0}}} или еквивалентно {\displaystyle V\ {\stackrel {\mathrm {def} }{=}}\ {\triangle E \over q_{0}}} чиме се уклања погрешно веровање да је eV јединица за потенцијал или наелектрисање.

### Електронволт и особине фотона
Енергија, E, фреквенција, ν, и таласна дужина, λ фотона повезани су изразом
{\displaystyle E=h\nu ={\frac {hc}{\lambda }}={\frac {1240~{\rm {nm~eV}}}{\lambda }}}
где је h Планкова константа а c брзина светлости. На пример, спектар видљивог зрачења простире се у опсегу таласних дужина 400 nm до 700 nm. Стога фотони видљивог зрачења имају енергије од
{\displaystyle E_{min}={\frac {1240~{\rm {nm~eV}}}{700~{\rm {nm}}}}=1,77~{\rm {eV}}}
до
{\displaystyle E_{max}={\frac {1240~{\rm {nm~eV}}}{400~{\rm {nm}}}}=3,10~{\rm {eV}}}.

### Електронволт и температура
У неким областима, као што је физика плазме, уобичајено је да се електронволт користи као јединица температуре. Конверзија у келвине, К, постиже се преко Болцманове константе, kB
{\displaystyle {1{\mbox{ eV}} \over k_{B}}={1,60217653(14)\times 10^{-19}{\mbox{J}} \over 1,3806505(24)\times 10^{-23}{\mbox{J/K}}}=11604,505(20){\mbox{ kelvins}}}
На пример, типична плазма у фузији је енергије 15 keV, или 174 мегакелвина.

### Употреба електронволта за изражавање времена и растојања
У физици честица, растојање и време се понекад изражава у инверзним електронволтима преко фактора конверзије
- {\displaystyle \hbar } = 6,582 118 89(26) x 10-16 eV s
- {\displaystyle \hbar c} = 197,326 960 2(77) eV nm

### Растојање
У физици честица широко се користи систем природних јединица у којима су брзина светлости у вакууму c и редукована Планкова константа ħ бездимензионалне и једнаке јединици: c = ħ = 1. У овим јединицама се изражавају растојања и времена у инверзним енергетским јединицама (док су енергија и маса изражене у истим јединицама, погледајте еквивалентност масе и енергије). Конкретно, дужине расејања честица се често представљају помоћу јединице инверзне масе честица.
Изван овог система јединица, фактори конверзије између електронволта, секунде и нанометра су следећи:
{\displaystyle \hbar =1.054\ 571\ 817\ 646\times 10^{-34}\ \mathrm {J{\cdot }s} =6.582\ 119\ 569\ 509\times 10^{-16}\ \mathrm {eV{\cdot }s} .}
Горе наведени односи такође омогућавају да се изрази средњи животни век τ нестабилне честице (у секундама) у смислу њене ширине распада Γ (у eV) преко . На пример, B0 мезон има животни век од 1,530(9) пикосекунди, средња дужина распада је cτ = 459,7 µm, или ширина распада од 4,302(25)×10−4 eV.
Супротно томе, мале разлике у маси мезона одговорне за мезонске осцилације често се изражавају у погоднијим инверзним пикосекундама.
Енергија у електронволтима се понекад изражава кроз таласну дужину светлости са фотонима исте енергије:
{\displaystyle {\frac {1\;{\text{eV}}}{hc}}={\frac {1.602\ 176\ 634\times 10^{-19}\;{\text{J}}}{(2.99\ 792\ 458\times 10^{10}\;{\text{cm}}/{\text{s}})\times (6.62\ 607\ 015\times 10^{-34}\;{\text{J}}{\cdot }{\text{s}})}}\thickapprox 8065.5439\;{\text{cm}}^{-1}.}

### Таласна дужина
Енергија E, фреквенција ν и таласна дужина λ фотона су повезане са
{\displaystyle E=h\nu ={\frac {hc}{\lambda }}={\frac {\mathrm {4.135\ 667\ 696\times 10^{-15}\;eV/Hz} \times \mathrm {299\,792\,458\;m/s} }{\lambda }}}
где је h Планкова константа, c је брзина светлости. Ово се своди на 
{\displaystyle {\begin{aligned}E&=4.135\ 667\ 696\times 10^{-15}\;\mathrm {eV/Hz} \times \nu \\[4pt]&={\frac {1\ 239.841\ 98\;\mathrm {eV{\cdot }nm} }{\lambda }}.\end{aligned}}}
Фотон са таласном дужином од 532 nm (зелено светло) имао би енергију од приближно 2,33 eV. Слично, 1 eV би одговарао инфрацрвеном фотону таласне дужине 1240 nm или фреквенције 241,8 THz.

## Експерименти расејања
У експерименту нискоенергетског нуклеарног расејања, уобичајено је да се енергија нуклеарног трзаја означава у јединицама eVr, keVr, итд. Ово разликује енергију нуклеарног трзаја од „електронског еквивалента“ енергије трзања (eVee, keVee, итд.) мерено сцинтилационом светлошћу. На пример, принос фотоцеви се мери у phe/keVee (фотоелектрони по keV електрон-еквивалентној енергији). Однос између eV, eVr, и eVeeе зависи од средине у којој се расејање одвија и мора се утврдити емпиријски за сваки материјал.

## Поређења енергије
| γ: Гама зраци              | MIR: средње инфрацрвено           | HF: висока фреквенција.         |
| HX: Јаки X-зраци             | FIR: далеко инфрацрвено           | MF: средња фреквенција.         |
| SX: Благи X-зраци            | Радио талас                    | LF: ниска фреквенција.          |
| EUV: Екстремна ултраљубичаста | = екстремно висока фреквенција | VLF: веома ниска фреквенција     |
| NUV: Близу ултраљубичастог    | = супер висока фреквенција     | VF/ULF: збучна фреквенција          |
| Видљиво светло             | = ултра висока фреквенција     | SLF: супер ниска фреквенција     |
| NIR: Близо инфрацрвеног       | = веома висока фреквенција     | ELF: екстремно ниска фреквенција |
| Фрек.: Фреквенција         |                                |                               |

| Енергија        | Извор |
| --------------- | --- |
| 3×1058 QeV      | маса-енергија све обичне материје у видљивом универзуму |
| 52,5 QeV        | енергија ослобођена од експлозије 20 килотонског ТНТ еквивалента (нпр. принос нуклеарног оружја фисионе бомбе Дебељко)                                                    |
| 12,2 ReV        | Планкова енергија |
| 10 YeV          | приближна енергија великог уједињења |
| 300 EeV         | прва примећена честица космичког зрака ултра-високе енергије, такозвана честица Ох-Боже                                                                                   |
| 62,4 EeV        | енергија коју троши уређај од 10 вати (нпр. типична ЛЕД сијалица) у једној секунди (10 W = 10 J/s ≈ 6,24×1019 eV/s)                                                       |
| 2 PeV           | неутрино највеће енергије који је откривен неутрино телескопом Ајскјуб на Антарктику                                                                                      |
| 14 TeV          | пројектована енергија судара у центру масе протона на Великом хадронском сударачу (радио на 3,5 TeV од свог почетка 30. марта 2010. године, достигао 13 TeV у мају 2015.) |
| 1 TeV           | 0,1602 µJ, око кинетичке енергије летећег комарца |
| 172 GeV         | енергија масе мировања горњег кварка, најтеже елементарне честице за коју је ово одређено                                                                                 |
| 125,1±0,2 GeV   | енергија масе мировања Хигсовог бозона, мерена са два одвојена детектора на LHC-у са сигурношћу бољом од 5 сигма                                                          |
| 210 MeV         | просечна енергија ослобођена при фисији једног атома Pu-239 |
| 200 MeV         | приближна просечна енергија ослобођена при нуклеарној фисији једног атома U-235.                                                                                          |
| 105,7 MeV       | енергија масе мировања миона |
| 17,6 MeV        | просечна енергија ослобођена у нуклеарној фузији деутеријума и трицијума да би се формирао He-4; ово је 0,41 PJ по килограму произведеног производа                       |
| 2 MeV           | приближна просечна енергија ослобођена у нуклеарној фисији неутрона ослобођеног из једног атома U-235.                                                                    |
| 1,9 MeV         | Енергија масе мировања горњег кварка, кварка најниже масе. |
| 1 MeV           | 0,1602 pJ, око двоструке енергије масе мировања електрона |
| 1 до 10 keV     | приближна топлотна енергија, kBT, у системима нуклеарне фузије, као што је језгро сунца, магнетно затворене плазме, инерцијално ограничење и нуклеарно оружје             |
| 13,6 eV         | енергија потребна за јонизацију атомског водоника; енергије молекуларне везе су реда величине од 1 eV до 10 eV по вези                                                    |
| 1,65 до 3,26 eV | опсег енергије фотона {\displaystyle ({\tfrac {hc}{\lambda }})} видљивог спектра од црвене до љубичасте                                                                   |
| 1,1 eV          | енергија {\displaystyle E_{g}} потребна за прекид ковалентне везе у силицијуму                                                                                            |
| 720 meV         | енергија {\displaystyle E_{g}} потребна за прекид ковалентне везе у германијуму                                                                                           |
| < 120 meV       | горња граница енергије масе мировања неутрина (збир 3 укуса) |
| 38 meV          | просечна кинетичка енергија, 3/2kBT, једног молекула гаса на собној температури                                                                                           |
| 25 meV          | топлотна енергија, kBT, на собној температури |
| 230 μeV         | топлотна енергија, kBT, на температури космичког микроталасног позадинског зрачења од ~2,7 келвина                                                                        |

### Моларна енергија
Један мол честица са 1 eV енергије има приближно 96,5 kJ енергије – ово одговара Фарадејевој константи (F ≈ 96485 C⋅mol−1), где је енергија у џулима од n мола честица са енергијом E eV једнака са E·F·n.